# Herbert Kaphengst
Herbert Kaphengst (* 22. Juli 1898 in Nipperwiese, Kreis Greifenhagen; † unbekannt) war ein deutscher CDU-Politiker und war nach dem Krieg Landtagsabgeordneter in Mecklenburg-Vorpommern.
Herbert Kaphengst besuchte die Volksschule, erlernte von 1913 bis 1915 das Friseurhandwerk und wurde Posthelfer in Schwerin. Nach der Teilnahme am Ersten Weltkrieg kehrte Kaphengst in den Postdienst zurück und wurde 1929 verbeamtet. Im April 1938 erfolgte die Abordnung an die Oberpostdirektion. Seit August 1945 war Kaphengst Mitglied der CDU. Er gehörte dem Ortsvorstand an und wurde 1946 in die Stadtvertretung sowie in den Landtag gewählt. Als Mitglied der Betriebsgewerkschaftsleitung in der Oberpostdirektion Schwerin geriet Kaphengst in den 1950er Jahren ins Visier des Ministeriums für Staatssicherheit.